# Tunis
Tunis (arabiska تونس, Tūnis) är huvudstad i Tunisien och är belägen nära medelhavskusten i norra delen av landet. Folkmängden uppgick till cirka 650 000 invånare i början av 2013, med 2,5 miljoner invånare i hela storstadsområdet. Tidigare användes namnet Tunis även oriktigt på hela Tunisien.

## Historia
Tunis, på grekiska Tynes, grundades av fenicier och anses vara äldre än Karthago, under vilket det lydde. När Karthago förstördes år 146 f.Kr. förstördes även Tunis, men återuppbyggdes av romarna under namnet Thuni, vilket senare blev Tunes. Först efter arabernas erövring inleddes dess politiska och ekonomiska betydelse. Det var landningsplats för pilgrimer från Andalusien till Kairouan, och ett av de aghlabidiska furstarnas residens. På 900-talet plundrades det flera gånger under fatimidernas strider mot sunniterna, och på 1200-talet var det ett viktigt centrum i hafsidernas rike.
1534 intogs Tunis av Osmanska riket, och mellan 1535 och 1569 samt 1573 och 1574 tillhörde det Spanien. 1705 gjorde sig beyen av Tunis staden de facto-självständig från osmanerna och grundade en lokal dynasti. Efter att Frankrike hade invaderat Tunisien 1881 blev staden säte för en fransk generalresident, och ockuperades under andra världskriget av Tyskland under vintern 1942-1943. 1956 blev staden huvudstad i det självständiga Tunisien.

## Näringsliv och kommunikationer
Tunis är Tunisiens handels- och industricentrum; hälften av landets industri är belägen här, med bland annat tillverkning av kemikalier, cement, konserver och textilier. En annan viktig näring är turism, bland annat till de hälsobad som finns här. Från hamnstaden La Goulette, som står i förbindelse med staden via en kanal, går transporter ut i Medelhavet och världen. Tunis har även en internationell flygplats.

## Platser av intresse
Den moderna stadsdelen, med sina breda gator och regelbundna kvarter, ligger mellan sjön och den gamla staden, den så kallade medinan. Tunis medina är en av Nordafrikas största, omgiven och murar och präglad av ett virrvarr av trånga, krokiga gator och vidsträckta basarer. Här ligger moskéer och kyrkor samt nationalmuseet och ett museum för islamisk konst. Sedan 1979 är medinan ett världsarv.
Tunis har sedan 1960 ett universitet, och i staden ligger dessutom det islamiska Zitouna-universitetet och flera andra högskolor. I Bardomuseet, som är berömd för sin lejongård och sina i morisk stil sirade rum, finns betydande samlingar av kartagiska och romerska antikviteter, särskilt av romerska mosaiker. Staden har även en katolsk domkyrka.
Karthago, med lämningar efter den forntida staden, ligger cirka 15 km åt nordost och är numera en förort till Tunis.

## Stad och storstadsområde

Karta över stadens arrondissemang.

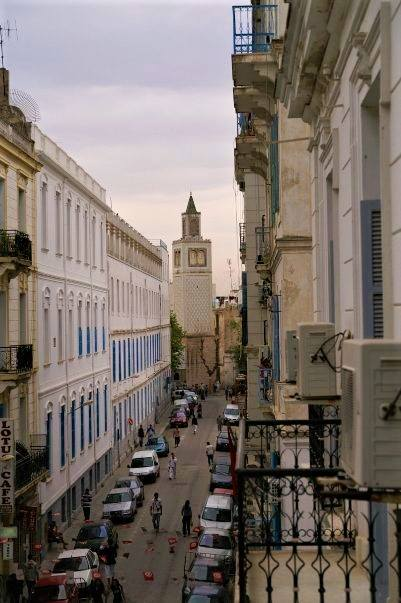
Gata i centrala Tunis

Staden Tunis består av en kommun, Tunis Ville, som är indelad i sexton arrondissemang:
- Bab El Bhar, Bab Souika, Cité El Khadhra, Djebel Djelloud, El Kabaria, El Menzah, El Omrane, El Omrane Supérieur, El Ouardia, Ettahrir, Ezzouhour, Hrairia, Médina, Sidi El Béchir, Sidi Hassine, Sijoumi

Tunis hade 728 453 invånare vid folkräkningen 2004, vilket beräknas ha minskat till 651 183 invånare i början av 2013.
Storstadsområdet brukar definieras av det område som fram till mitten av 1980-talet utgjorde guvernementet Tunis, men som därefter delades upp i de enskilda guvernementen Tunis, Ariana och Ben Arous, samt guvernementet Manouba som fram till 2000 var en del av Ariana. Området hade totalt 2 524 956 invånare i början av 2013, på en yta av 2 665 km². Större förorter är Ariana, El Mourouj, Ettadhamen Mnihla och Soukra. 

## Klimat
|                                            | Jan  | Feb  | Mar  | Apr  | Maj  | Jun  | Jul  | Aug  | Sep  | Okt  | Nov  | Dec  |
| ------------------------------------------ | ---- | ---- | ---- | ---- | ---- | ---- | ---- | ---- | ---- | ---- | ---- | ---- |
| Normaldygnets maximitemperaturs medelvärde | 15,7 | 16,5 | 18,1 | 20,7 | 24,9 | 29,0 | 32,6 | 32,7 | 29,7 | 25,2 | 20,5 | 16,7 |
| Normaldygnets minimitemperaturs medelvärde | 7,2  | 7,4  | 8,3  | 10,4 | 13,7 | 17,3 | 20,0 | 20,8 | 19,0 | 15,5 | 11,3 | 8,2  |
|                                            |      |      |      |      |      |      |      |      |      |      |      |      |
| Nederbörd                                  | 59,3 | 57,0 | 47,2 | 38,0 | 22,6 | 10,4 | 3,1  | 7,1  | 32,5 | 65,5 | 56,0 | 66,8 |

| Diagram | temperaturer i °C • månadsnederbörd i mm • Källa: WMO | temperaturer i °C • månadsnederbörd i mm • Källa: WMO | temperaturer i °C • månadsnederbörd i mm • Källa: WMO | temperaturer i °C • månadsnederbörd i mm • Källa: WMO | temperaturer i °C • månadsnederbörd i mm • Källa: WMO | temperaturer i °C • månadsnederbörd i mm • Källa: WMO | temperaturer i °C • månadsnederbörd i mm • Källa: WMO | temperaturer i °C • månadsnederbörd i mm • Källa: WMO | temperaturer i °C • månadsnederbörd i mm • Källa: WMO | temperaturer i °C • månadsnederbörd i mm • Källa: WMO | temperaturer i °C • månadsnederbörd i mm • Källa: WMO | temperaturer i °C • månadsnederbörd i mm • Källa: WMO |
|         | 59 16 7                                               | 57 17 7                                               | 47 18 8                                               | 38 21 10                                              | 23 25 14                                              | 10 29 17                                              | 3 33 20                                               | 7 33 21                                               | 33 30 19                                              | 66 25 16                                              | 56 21 11                                              | 67 17 8                                               |

## Bildgalleri

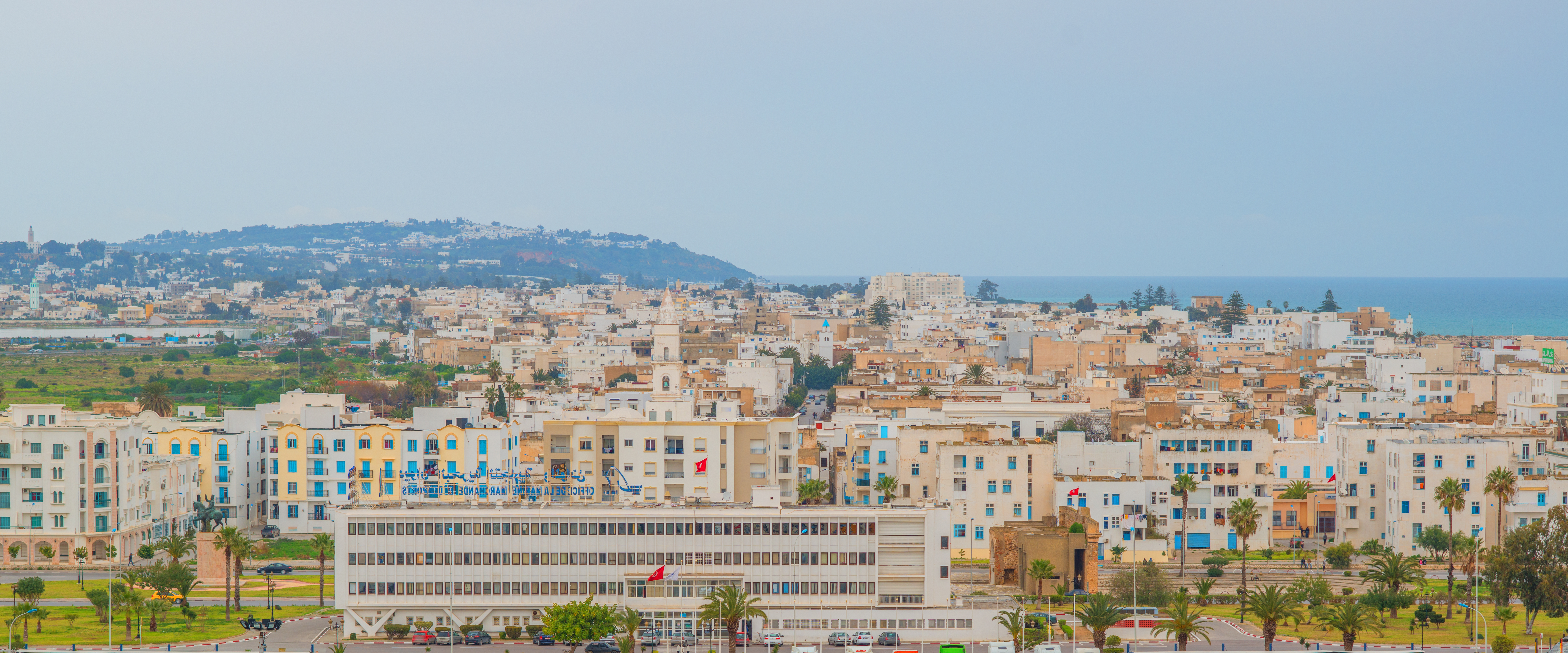
Tunis
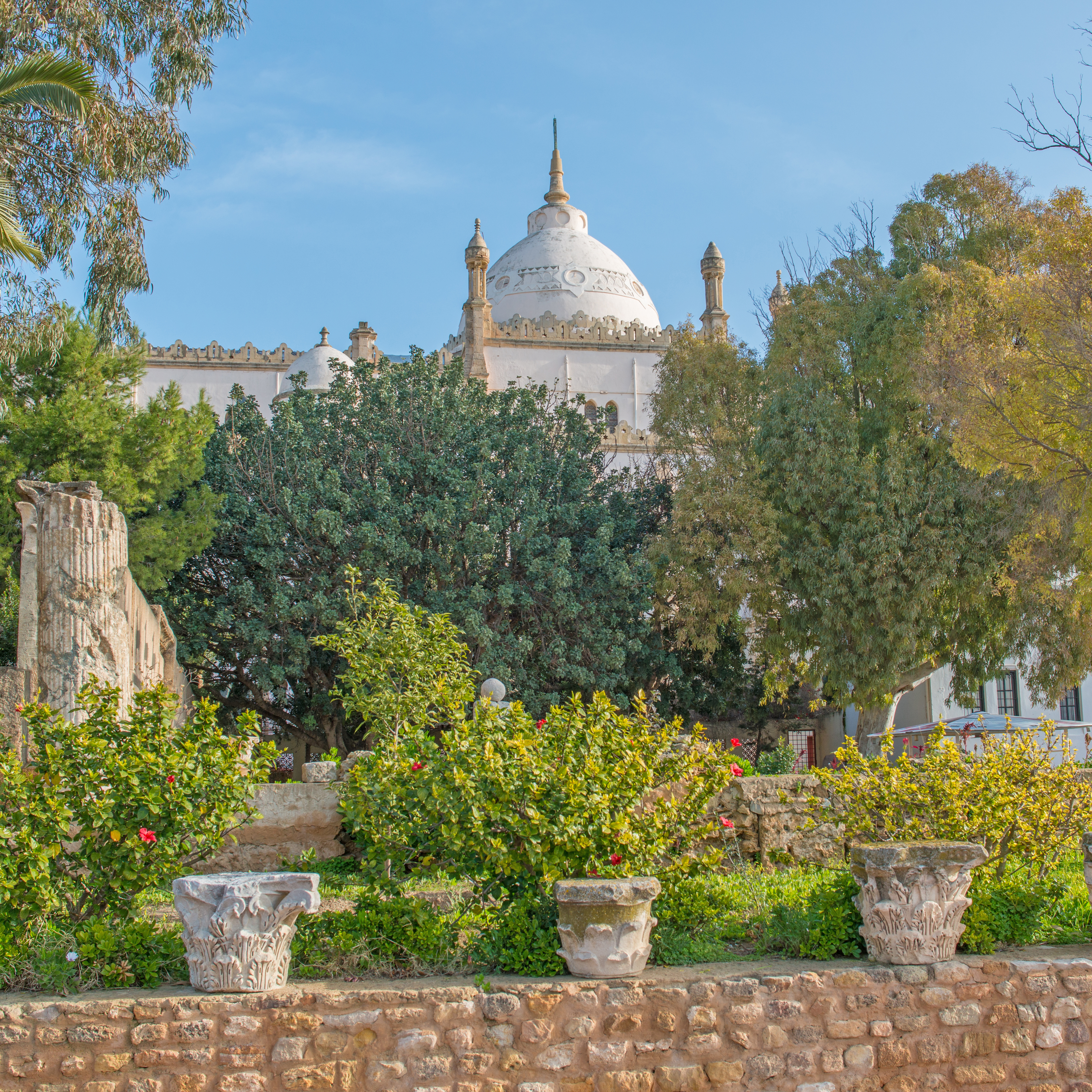
Moské i Tunis.
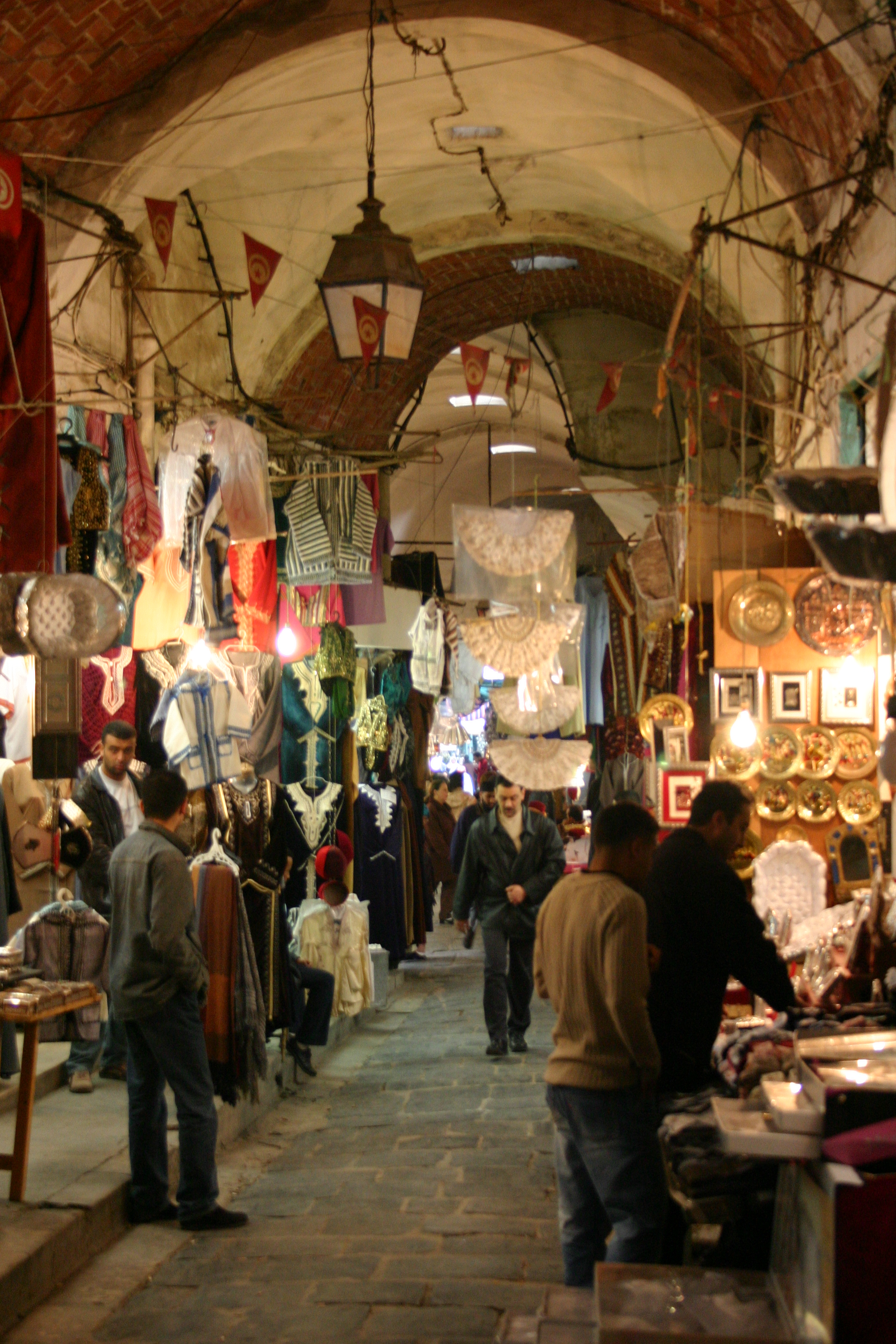
Basaren (souk) i Tunis.
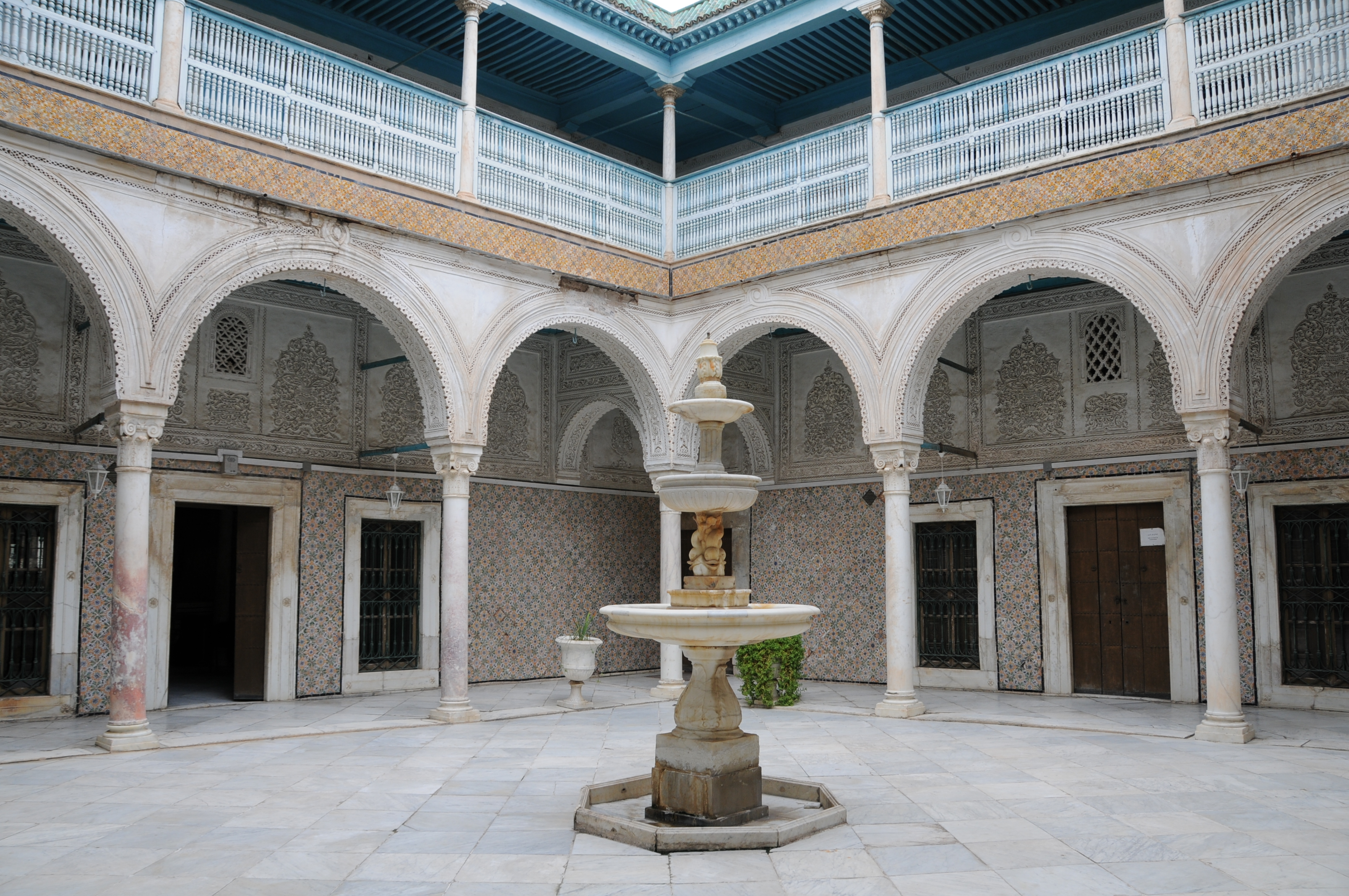
Fontän i palatset Dar Ben Abdallah.
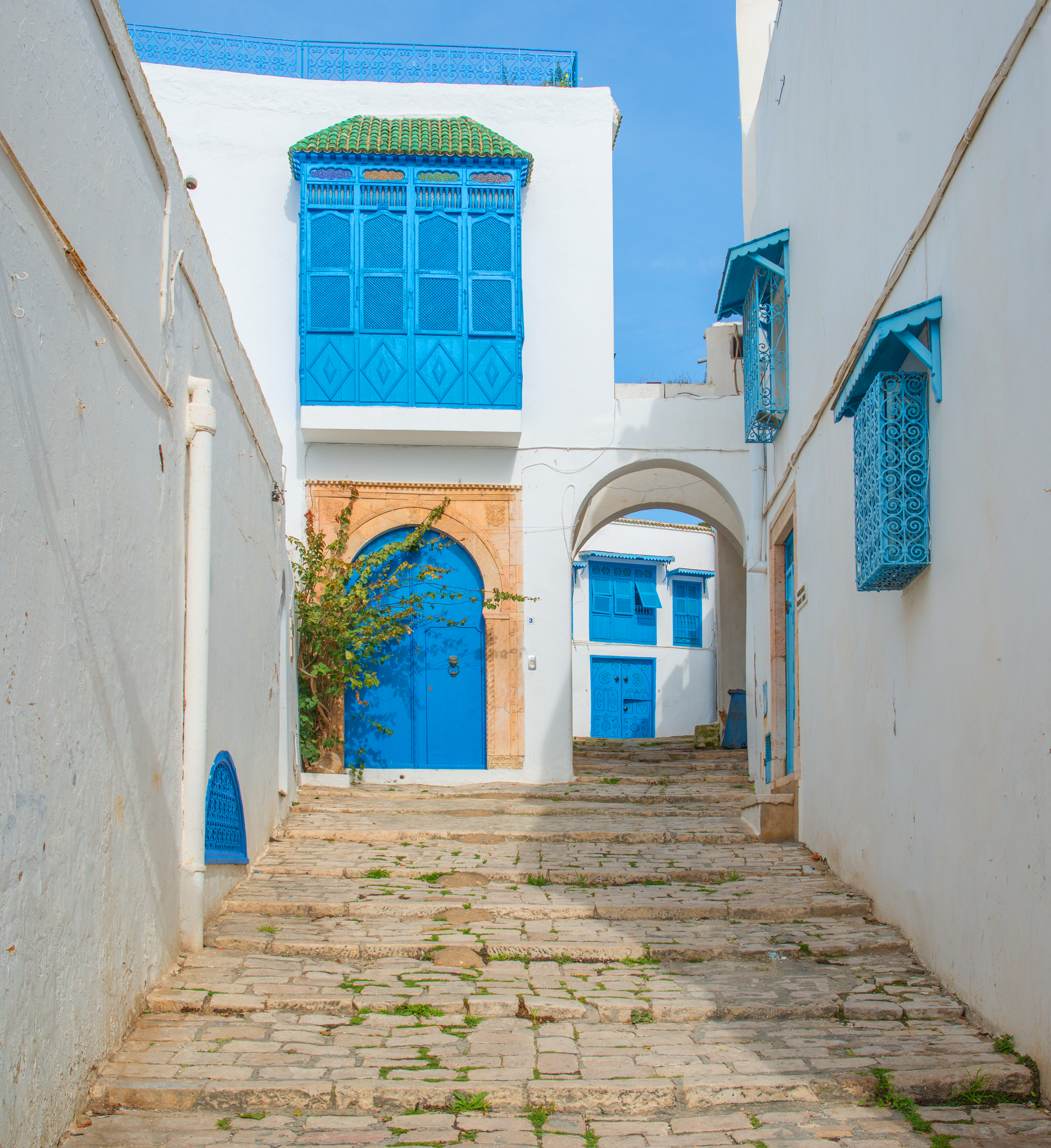
Gränd i Tunis.
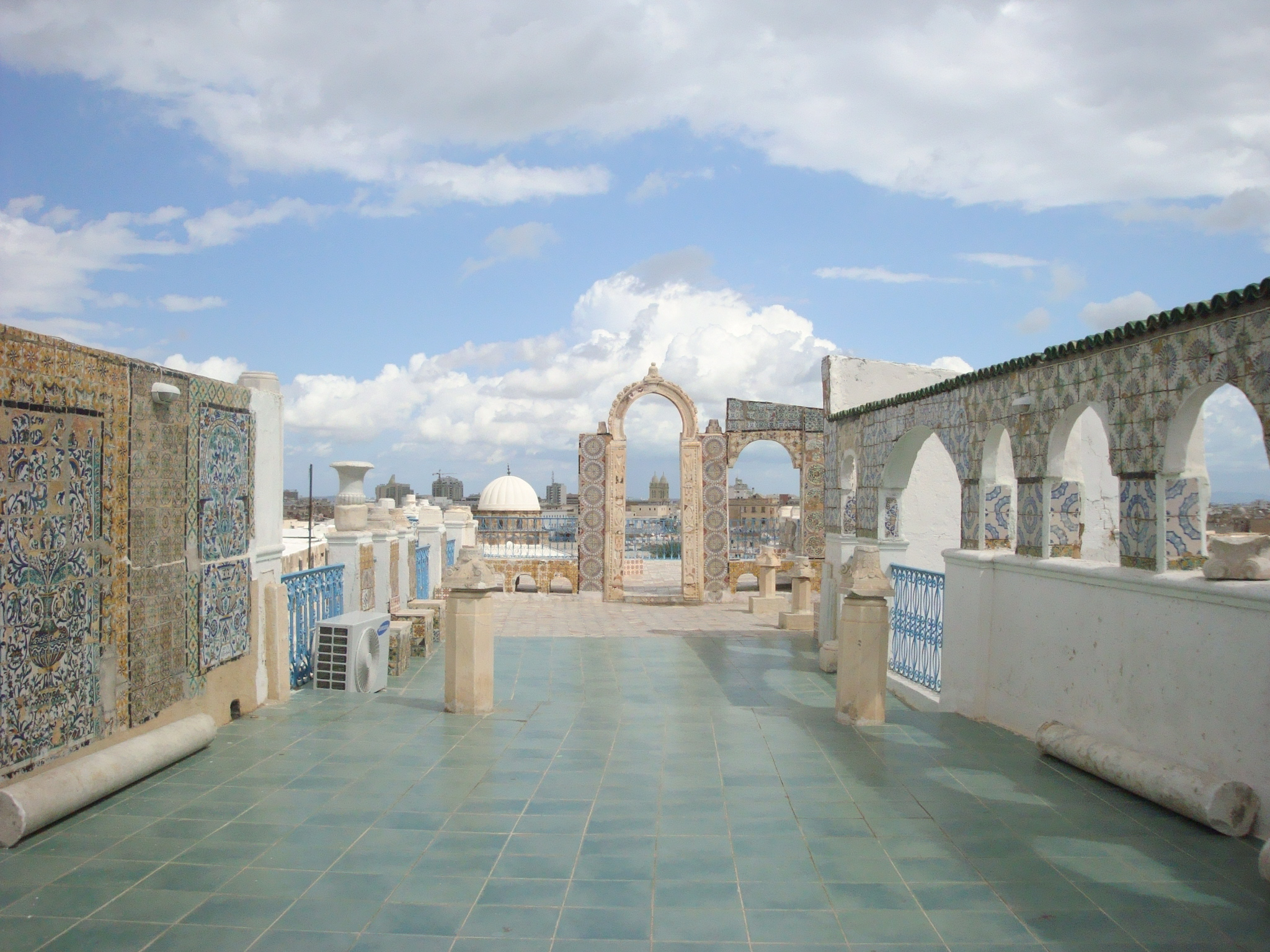
Tunis medina.
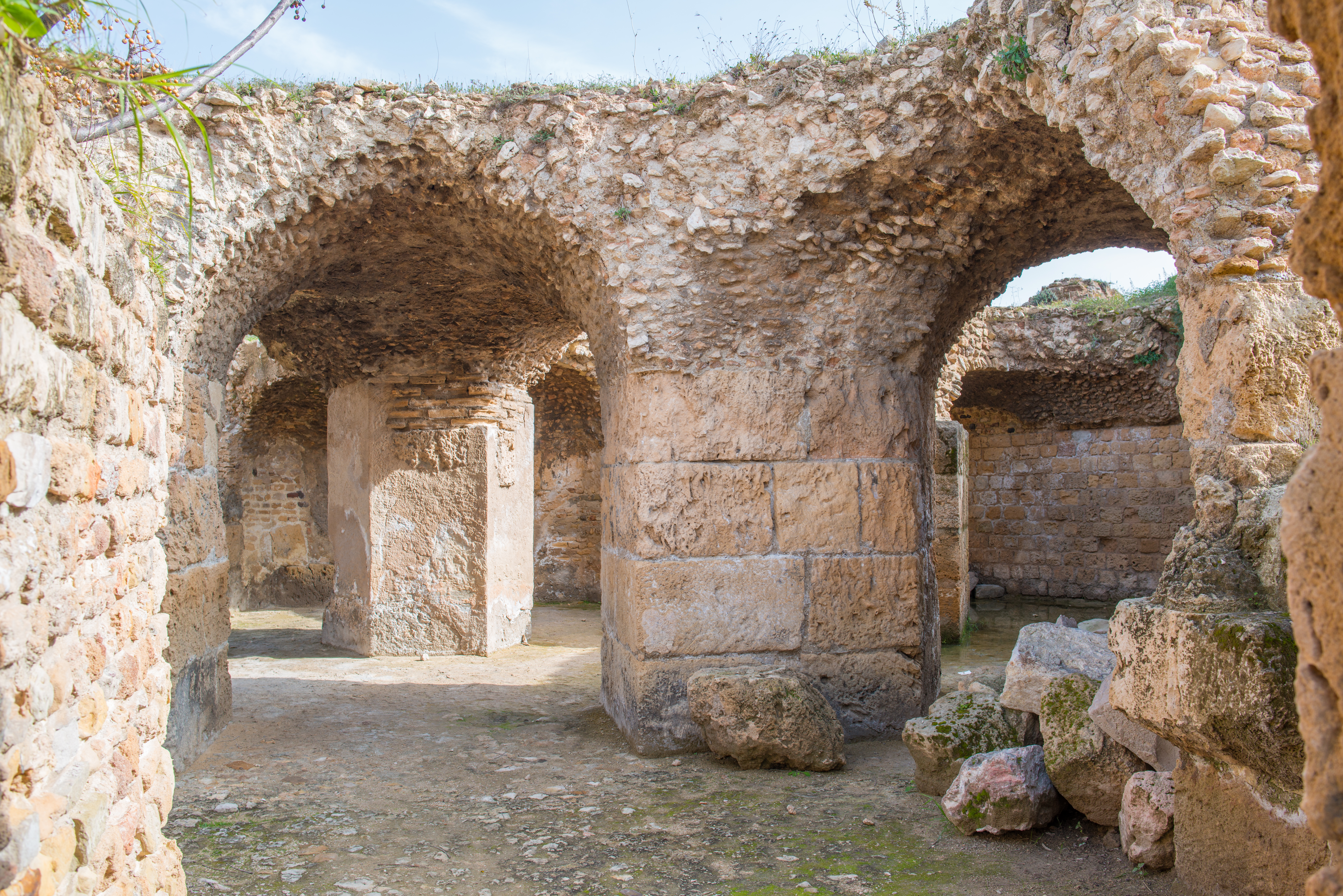
Ruiner i Karthago.
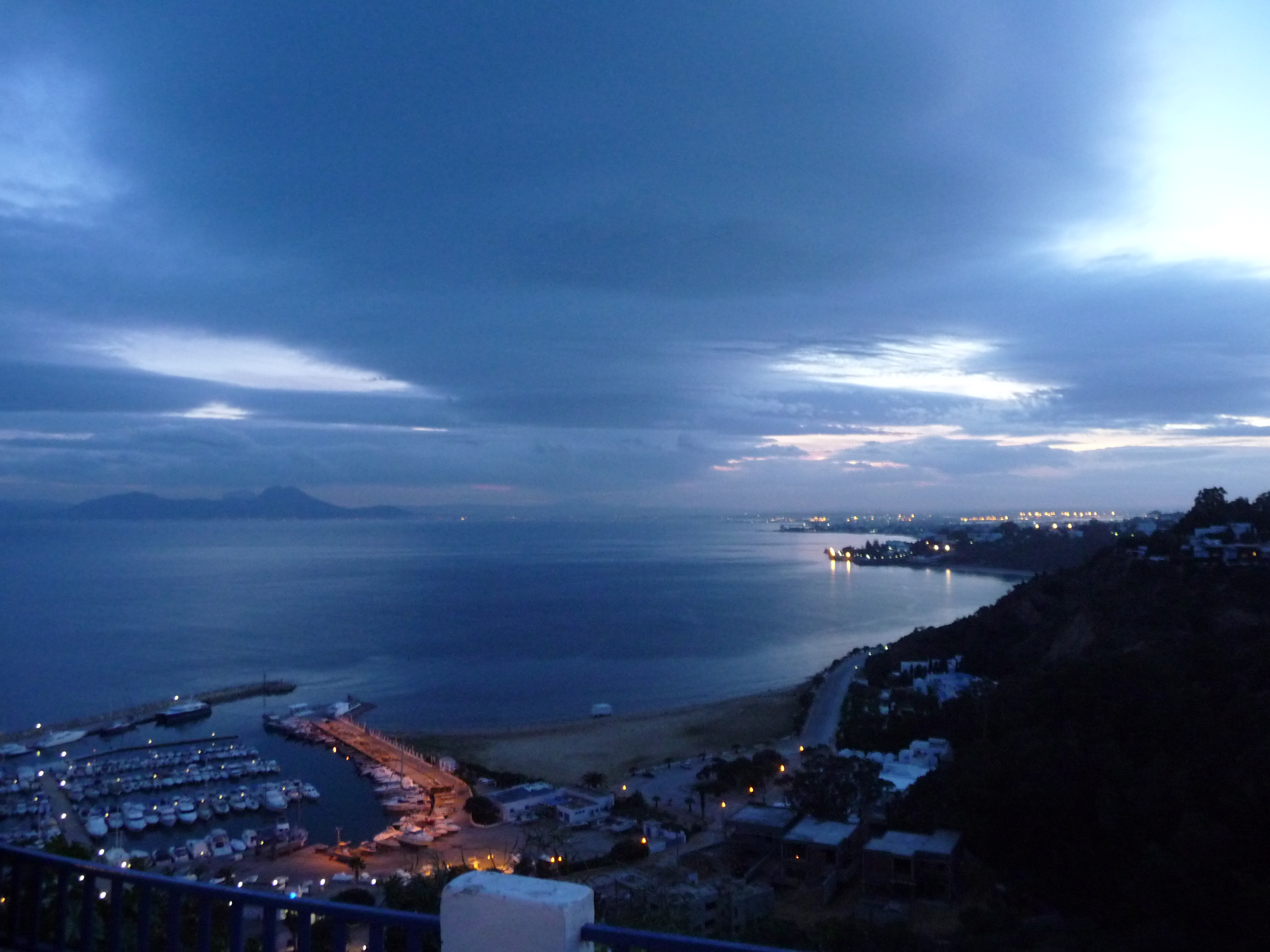
Tunisbukten.